# Caloptilia acinata
Caloptilia acinata är en fjärilsart som beskrevs av Yuan och Robinson 1993. Caloptilia acinata ingår i släktet Caloptilia och familjen styltmalar.
Artens utbredningsområde är Thailand. Inga underarter finns listade i Catalogue of Life.